# Nacoleia ustulalis
Nacoleia ustulalis is een vlinder uit de familie van de grasmotten (Crambidae), uit de onderfamilie van de Spilomelinae. De wetenschappelijke naam van deze soort is voor het eerst gepubliceerd in 1903 door George Francis Hampson.
De soort komt voor in India (Nilgiris).